# Joan Carles Panyó i Figaró

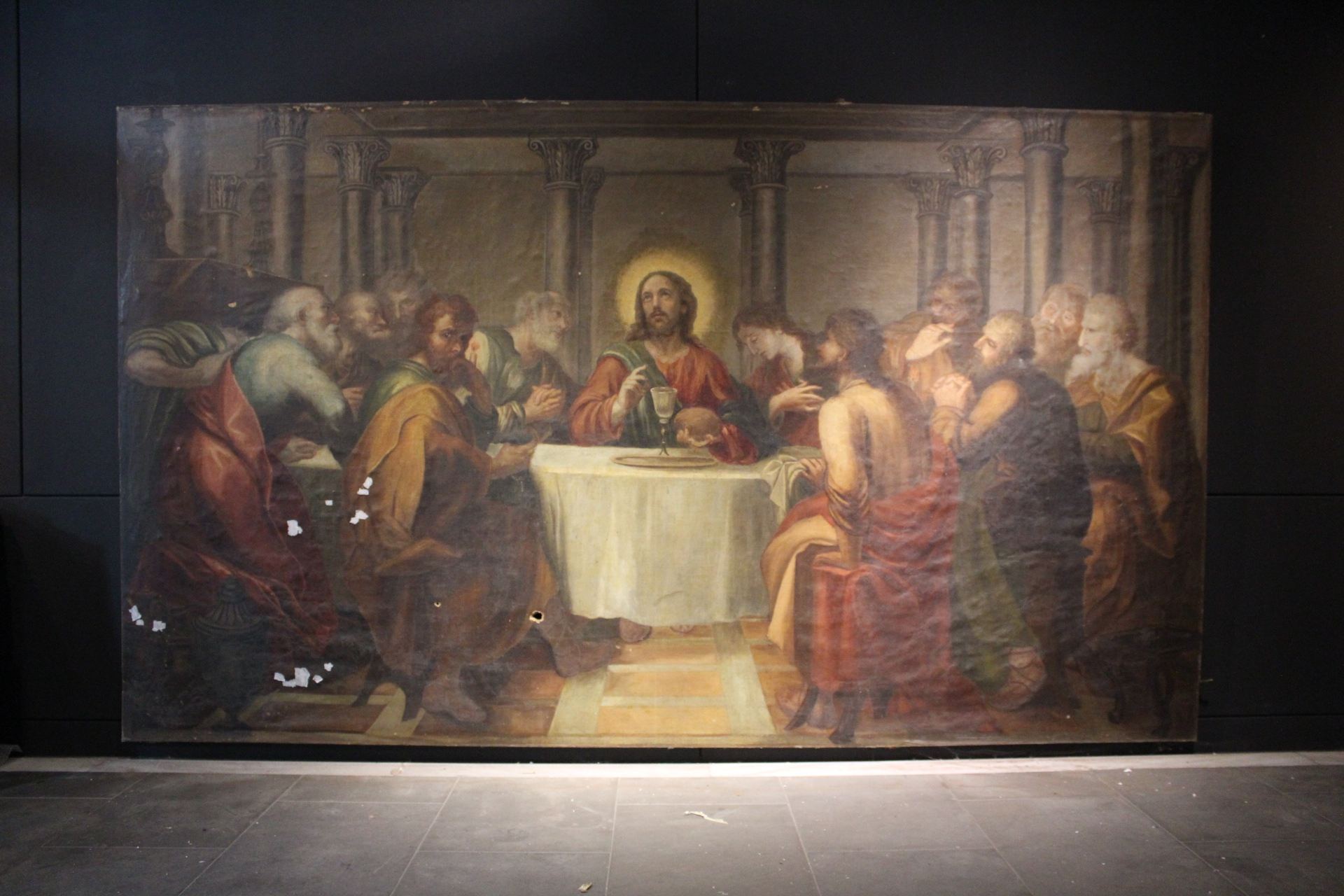
Sant Sopar, Obra conservada als Museus d'Olot. MCGO-4263

Joan Carles Panyó i Figaró (Mataró, Maresme, 1755 - Olot, Garrotxa, 1840) fou un pintor, decorador i director d'escoles.
És considerat un dels millors exponents del neoclassicisme català. Fou un autor prolífic però amb una obra poc coneguda.
Era un deixeble dels germans Francesc i Manuel Tramulles i Roig. Estudià a l'Escola de Nobles Arts de Barcelona. Treballà de daurador a Berga, i exercí de professor de dibuix, al seminari de Girona.
El 1783 el bisbe Tomàs de Lorenzana va encarregar-lo amb la creació de l'Escola de Dibuix d'Olot, i el 1790 amb la de Girona, la futura Escola Municipal de Belles Arts. A Barcelona i a Reus, pintà dues teles de grans proporcions destinades al santuari de la Misericòrdia. El 1802 es reincorporà a l'Escola de Dibuix d'Olot, on col·laborà amb l'escultor Ramon Amadeu.

## Vida
Durant els primers anys d'infantesa hauria rebut una base sòlida i formativa de la mà de la figura paterna, qui sempre va valorar positivament que el seu fill assolís amplis coneixements i pràctica per a l'exercici de la professió. El 1770, quan el noi tenia 15 anys, el pare l'envià a Barcelona, al taller del daurador Salvador Matarrodona per aprendre'n l'ofici. En aquells anys, Panyó també es matricularia a l'Acadèmia dels germans Francesc i Manuel Tramulles i, més endavant, a l'Escola de Dibuix establerta per la Junta de Comerç. El jove aprenent viu en un moment de confluència d'estils: d'una banda el neoclassicisme que imperava a Llotja i de l'altra, la pervivència del rococó. Inicialment, Panyó no s'inclina per cap de les dues opcions sinó que s'emmiralla en Antoni Viladomat i Manalt i en els Tramulles. També hauria rebut formació de Joan Soler, arquitecte, i dels pintors Pau Muntanya i  Pasqual-Pere Moles i Corona (qui el 1755 era el director de l'escola de dibuix i sabé veure les qualitats del jove aprenent). A més, va mantenir contactes amb Salvador Gurri, Carles Grau, Pau Serra, Joan Giralt, l'escultor mataroní Damià Campeny i l'imatger de Barcelona, Ramón Amadeu.
No tenim gaire més dades de la seva etapa adolescent i de formació. És descrit com un jove de sensibilitat afinada malgrat que el seu temperament fatalista l'entrebanca sovint; és passiu i resignat de mena. No se'n coneixen autoretrats ni iconografia personal.[1] No mostra contrarietat en acceptar encàrrecs fora de la capital barcelonina i comença a destacar-se en aptituds pedagògiques que el durien a acceptar treballs d'envergadura discreta, o encàrrecs més artesanals que no artístics. N'és un exemple el fet que el 1779 es traslladaria a Berga per exercir de daurador; fou a la capital del Berguedà on coneixeria la filla d'un passamaner, Francesca Obiols i Fortich, i amb qui es casaria el 5 de gener de 1782. Poc després de l'enllaç, potser atret per les oportunitats que oferia la gran activitat artística de la ciutat de Mataró, decidiren traslladar-s'hi. La primera obra documentada que se li coneix forma part de l'anomenat art barroc efímer, que hauria conegut el seu moment d'esplendor entre els segles xvii i XVIII, i es tracta de plafons col·locats a sobre les pilastres de la nau central de Santa Maria[2]; eren cartrons pintats destinats a decorar l'església en les festes de les santes patrones de la ciutat –Santa Juliana i Semprònia- i que tradicionalment haurien estat atribuïts a Carles Moretó, fins que Maria Garganté descobrí els documents originals de pagament a Joan-Carlos Penyó per las pilastres per lo adorno de la Igla en las Festas de las stas. Aquests cartrons es salvaren de la destrucció de la Guerra civil espanyola, donat que havien quedat guardats i oblidats[3]. El 24 de novembre del mateix any és batejat Joan de la Creu, primer fill del matrimoni.
[1]Grabolosa, R. (1976), Joan Carles Panyó i Figaró, primer director de les Escoles de Dibuix d'Olot i de Barcelona.. pp. 16–17. Girona.
[2]Soler i Fonrodona R., (2010) Fulls del Museu de l'Arxiu de Santa Maria, Una obra de Joan Carles Panyó a Mataró, nº97, pp. 9.
[3] Garcia López, R., (2014), Una mostra d'arc barroc efímer a Mataró. Joan Carles Panyó (1755-1840) i el conjunt de cartrons decoratius de “les Santes” del 1779. Estudi i catalogació. UAB.

## Olot i l'Escola de Dibuix
Durant els darrers anys del segle xvii i els primers del segle xviii hi hagué una certa crisi, agreujada pels esdeveniments succeïts arran de la guerra de Successió; Olot vivia estigmatitzada i depauperada, però el pas dels anys i la recuperació natural feren que Olot, -que ja era pionera en artesania- es posicionés com un centre industrial de primera categoria esdevenint un nucli econòmic gens menyspreable basat en la creació de llanes “d'indianes” o pintats. Aquesta indústria propicià un gran creixement demogràfic i econòmic; la necessitat de professionalitzar i especialitzar la mà d'obra requerí una formació artística mitjançant la creació d'una Escola de Dibuix. No  podem oblidar la intervenció de prohoms olotins –com el farmacèutic Fracesc Xavier de Bolós i Germà de Minuart- i, sobretot, del bisbe Tomàs de Lorenzana-Butron i Irauregui en la creació de l'Escola oficial de Dibuix. Joan Carles Panyó fou l'artista designat com a primer director de l'escola, ja que es coneixia la seva labor docent al Seminari de Girona.
El 1783, durant la oficialització de l'Escola d'Olot, Panyó és nomenat director sense limitació de temps, amb l'obligació d'ensenyar a casa seva, dibuix dues hores diàries. El sou assignat seria de 200 lliures catalanes anuals, a més de l'habitacle i el cos del desplaçament de Barcelona a Olot i la tornada, en cas de renúncia del càrrec[1]. L'ensenyament era essencialment vespertí permetent-li aprofitar la jornada per assumir encàrrecs de particulars, sobretot relacionats amb pintures murals, la projecció de retaules i estructures efímeres, com monuments de setmana santa i novenaris[2].
Al vestíbul de l'Escolla de Belles Arts i Oficis es conservava la placa testimonial com a crònica de l'efemèride del dia de la inauguració del 15 de juliol de 1783. S'al·ludeix a la satisfacció pel nombre d'estudiants matriculats. No consten parlaments del director.
En l'exercici de les funcions, Panyó no mostra ambicions més enllà de l'exercici de la seva tasca pedagògica, ja que no era partidari de l'aprenentatge a partir de la còpia d'un model al natural sinó de la contínua imitació de gravats, segons edat i aptitud de l'alumne, centrant-se en la sensibilitat estètica del seu temps, tal com ell hauria aprés a l'escola de la junta de comerç de Barcelona; tampoc optà a cap beca per a formar-se a Madrid, París o Roma, a diferència dels seus condeixebles, i es mantindrà fidel a la manera de fer rutinària, tot i que dominava totes les tècniques habituals.
No obstant, Panyó hauria acumulat una quantitat important de gravats que l'actualitzarien a nivell artístic en les darreres tendències del que s'estava fent a Europa.
[1] Grabolosa, pp. 24.
[2] Miralpeix, F., Actes del IV Congrés d'Història de Girona. “La Girona del Barroc. El barroc català. Annals de l'Institut d'Estudis Gironins (2012). Els últims barrocs. Les pintures de la congregació dels Dolors de Girona i el canvi d'atribució de J.C. Panyó a Marià Colomer. pp. 375.

## Estada i obra a Olot
Fou un any després d'haver-se inaugurat l'escola, el 1784, que Panyó realitzà el monument de Dijous Sant, destinat a l'església de la Mare de Déu dels Dolors, avui desapareguda.
Entre 1783 i 1785 hauria projectat el retaule major de l'església del Tura i els altars laterals del creuer. Aquesta església constava d'una sola nau i planta de creu llatina, amb interiors inacabats; en temps de Panyó es va pensar en modificar substancialment la fesomia interior del santuari adequant-la al gust de l'època. S'havia decorat l'altar major i es col·locaren les imatges de sant Joaquim i santa Anna, de Ramon Amadeu. Com s'havia previst, es suprimeix la petxina que ornava la volta de l'absis. Dissenya el retaule major que presideix el presbiteri, a l'arc del cambril hi va sobreposar dos ordres de columnes, situades damunt d'estilobats prou altes per permetre contemplar-ne els entaulaments d'escorç i en fuga convergent. El conjunt va coronar-lo amb un templet escortat per dos àngels i dues gerres; els àngels són de Ramon Amadeu. L'altar fou realitzat per l'escultor Ildefons Diví. Al centre de l'entaulament hi ha l'escut abarrocat, amb instruments musicals al sòcol i en el qual es llegeix la inscripció Causa Nostrae Laetitiae. Sembla que la inspiració per a tot això Panyó la treu del templet que presidia el retaule de l'església dels Josepets de Barcelona.
Hauria pintat al tremp la volta de l'absis i la cúpula però només ha arribat als nostres dies la pintura de la cúpula, amb clares influències de Giovanni Battista Tiepolo. La decoració de la volta de l'absis es va perdre el 1936, i fou repintada per J. Casas i Sargatal que n'hauria intentat executar una reconstrucció aproximada.
A la cúpula s'hi troba la Glòria, la Mare de Déu està asseguda entre els núvols –còpia exacta de la d'un gravat de Tiepolo. Es tracta de l'èxtasi de la Mare de Déu, contemplant la divinitat que és representada en símbols, i s'inspira en l'Evangeli segons Lluc (10,42), Maria va escollir la millor part, la qual no li serà arrabassada. A la dreta de la figura central hi ha l'arcàngel Gabriel, i en primer terme sant Josep, sant Joan, sant Francesc i sant Domènec.
Als peus de la Mare de Déu hi ha àngels i serafins que toquen instruments, a més de cantar himnes i lloances; en una filera secundària hi trobem a sant Roc, Bru, Esteve i Agustí que s'alternen amb àngels i patriarques de l'Església.
Pel que fa a les teles: la troballa de la Mare de Déu pel bou del mas Caritat, i l'altra el trasllat de la imatge, processionalment i sota tàlem. Aquests plafons olotins estaven encastats sota l'ordre de pilars, pintats en perspectiva.
Els seus anys d'estada a Olot foren estables i relativament productius, ja que Panyó (el 1786 naixeria el seu segon fill, Llucià) desplegaria una forta activitat a la vila, tant en el camp de la docència com en el de la realització personal; ara bé, tenim notícia que el 1787, el bisbe Lorenzana hauria preparat la renúncia del pintor a Olot per traslladar-lo a l'escola de dibuix de Girona (també filial de la de Barcelona), sota el patrocini del mateix. Pel que fa a les causes de la partença, Ramon Grabolosa aventura que la retribució econòmica no seria tan alta com l'acordada i que no sempre es cobraria amb la puntualitat adequada; a més, la salut de la seva esposa i del fill petit semblava ressentir-se amb el pas dels mesos. Malgrat la deriva dels esdeveniments, Panyó romandria a Olot fins al 1790. Ara bé, Francesc Miralpeix complementa els arguments de Grabolosa inclinant-se per l'atractiu que podia oferir una ciutat més gran i  les perspectives de treball a la capella de Sant Narcís de l'església de Sant Feliu de Girona, amb el seu mestre Manuel Tramulles[1].
[1] Miralpeix .F., ibídem.

## Girona
En l'acord municipal de l'1 de febrer de 1790 el prelat Lorenzana proposa a Joan Carles Panyó com a director de l'Escola de Dibuix de Girona, concedint-li una retribució econòmica de 3.000 rals anuals i un habitatge, molt superior a la d'Olot. El 15 de febrer, el bisbe escriu Pasqual-Pere Moles perquè faci anar a Olot el mestre Francesc Roca per a substituir la tasca que Panyó encara estava duent a terme. Mentrestant, la realització de l'altar major de l'església del Tura passa a mans de l'escultor Ildefons Diví, i el març de 1790 Panyó i la seva família arriben a Girona, poc abans de la inauguració de l'Escola de Dibuix gironina, prevista pel 18 d'abril.
Pel que fa a la Capella de Sant Narcís dissenyada per Ventura Rodríguez (1717-1785) Grabolosa no sap amb exactitud què va pintar-hi, tot i col·laborar amb Manuel Tramulles Roig (1715-1791). Miralpeix, en canvi, hi distingeix la mà de Panyó al cambril, ja que la glòria –amb les figures col·locades al voltant de la cornisa, deixant lliure tot el centre- és molt semblant a la seva decoració del Tura.
En aquests anys gironins també deuria pintar el retrat del bisbe Lorenzana que avui està emplaçat a la Biblioteca Provincial de Girona, i  el “Novenari d'ànimes” per al poble de Colomers.
Durant els cinc anys d'estada a Girona, els quals s'entregà plenament a la pedagogia, perdé el seu fill petit i a la seva esposa (no sabem per què el primogènit, Joan de la Creu sempre hauria residit a Barcelona), a més de coincidir amb l'esclat de la Guerra Gran (1793-1795), i la mort del seu protector (1796), el bisbe Lorenzana, causes suficients que el durien a renunciar a la seva plaça de director de l'Escola de Dibuix, substituint-lo l'amic i escultor Josep Barnoia.

## Trasllat a Reus i Barcelona
Durant 1796 i 1798 s'instal·la a Reus, treballant per passamaners i altres feines molt secundàries que no li proporcionarien cap mena de prestigi o reconeixement professional, tot i que la possible reforma del santuari de la Misericòrdia podia resultar llaminer pel pintor, ara ja home madur entrat en la quarantena. Per a la contracta d'aquesta obra l'hauria avalat l'escultor Francesc Bonifàs i Massó, germà del també escultor Lluís Bonifàs que hauria exercit de mestre a Ramon Amadeu; igualment, Panyó hauria conegut i simpatitzat amb la filla del primer, i el 1797 es casa en segones núpcies amb Teresa Bonifàs i Fort. El 1798 neix del matrimoni una nena, Maria Ventura.
Fou al santuari de la Misericòrdia de Reus on executà dues teles –destruïdes el 1810-, de les que tenim el testimoni visual d'una d'elles, gràcies a un dibuix realitzat pel seu sogre, Francesc Bonifàs. També consta el testimoni escrit del franciscà Josep Rius (mort 1833) que explica que una de les teles simbolitzava la Creació del món quan “aún estaban las tinieblas sobre la casa del Abismo” i l'altre “no es otra cosa que un mapa fiel del país de la luz en que se ve brillar y como vivir la misma alegría”, on s'evocava una processó solemne en honor de la Mare de Déu que hauria alliberat la ciutat d'una epidèmia l'any 1592.
Se sap molt poca cosa de l'estada de Panyó i la seva família, a Reus o Tarragona, tot i que entre 1798 i 1801 sojornà a Barcelona, en funció de la realització dels encàrrecs que anava rebent, normalment consistents a adaptar-se als edificis realitzats per altri i decorant-los, o dissenyant altars, atesa la seva experiència com a arquitecte. Fou en aquests anys que destinaria els seus esforços en la decoració de la casa i l'oratori de la pairalia del Noguer de Segueró; en les estances privades de la família es distingiria per pintar a l'estil de Francesc Pla, el vigatà. En la decoració del saló principal hi disposaria, segons Grabolosa, nou plafons amb la història de Josep, a més d'afegir-hi un parell de paisatges amb figures; al dormitori set plafons amb la història de Tobies, i a l'alcova un Davallament de la Creu i l'Oració a l'hort de Getsemaní, finalment, al sostre de la mateixa habitació hi pintaria una crucifixió.
El 1801 el trobarem, de nou, documentat a Girona, malgrat que el bisbe Lorenzana havia mort el 1796 i el successor episcopal, Juan Agapito Ramírez de Arellano, no mostra massa iniciativa artística a la diòcesi; el nou sojorn a terres gironines estaria justificat per les seves intervencions a Segueró i a la parròquia de l'Armentera, on també hi coincidiria amb Barnoia. Suposem que fou allà on li arribà la notícia de renúncia del seu successor en la direcció de l'escola d'Olot, Francesc Roca, quan li començà a ballar pel cap la possibilitat de tornar-hi. Treballaria, però, a l'Armentera fins al 30 d'octubre de 1801, realitzant les pintures Oració a l'hort, Coronació d'espines, Flagel·lació i Jesús carregant la creu, feliçment conservades però en un estat molt precari. Malauradament durant la Guerra civil espanyola fou destruït l'altar i la imatge de Crist –obres de Barnoia- amb rerefons pintat per Panyó[1].
Panyó sempre dubta entre traslladar-se de nou a Olot o mantenir la residència i la seva activitat laboral a Barcelona (treballarà en la decoració de l'Escola Nàutica, on el seu fill Joan de la Creu s'hi matricularà, o en la rebuda que s'oferí a la família reial el 1802 projectant arquitectures efímeres).
Finalment s'instal·la a Olot el 1802, cansat de la situació d'inestabilitat en tasques esporàdiques i opta per la seguretat. Aquest any també li suposà el drama personal del traspàs del seu fill Joan de la Creu, segurament a causa de tuberculosi pulmonar.
El 17 de març de 1803, neix Dídac, segon fill del matrimoni amb Teresa Bonifàs.
Es prosseguiren les tasques de decoració de l'església del Tura, i en el mateix any Panyó encara sol·licita una plaça a l'escola de dibuix de Barcelona que no aconseguiria, malgrat constar com a professor suplent. Mentrestant, realitza el monument de Setmana Santa destinat a l'església del Tura (destruït el 1936); a la vegada dissenyà un projecte de façana pel temple que mai es realitzà juntament amb altres objectes menors com un penó per a la processó de Setmana Santa. Aquests projectes, segons Miralpeix, sobretot les arquitectures efímeres són deutores de les làmines del tractat del jesuïta Andrea Pozzo (Perspectiva pictorum et architectorum, 1693) i de les lliçons d'Antoni Viladomat, que Joan Carles Panyó deuria conèixer a través del seu mestre Manuel Tramulles.[1]
Entre 1798 i 1800 ja havia decorat la pairalia del Noguer, a Segueró, i el 1807 Panyó projecta el retaule major per a l'església parroquial del poble i, també, el novenari d'ànimes.
La vida docent de l'Escola de dibuix d'Olot es paralitza a conseqüència de la guerra contra el francès (1808-1814) però Panyó no cessa en la seva activitat artística treballant a la residència del farmacèutic De Bolós i en altres tasques pels propietaris del Noguer de Segueró. Per altra banda, Ramón Amadeu també seria acollit i introduït en els cercles artístics de la vila gràcies al farmacèutic, i l'escultor Amadeu es deuria convertir per Panyó en un mirall i una alenada d'aire fresc en l'ambient artístic i acadèmic olotí[2].
A Can Bolòs encara es conserva la decoració a més del gravats que el mestre feia servir; de la planta noble, hauria pintat la sala gran i els dos dormitoris amb plafons al·legòrics. També hauria pintat el retrat de Francesc de Bolós, vestit amb uniforme d'ajudant de farmàcia amb la condecoració de lis. Sala argüeix que a falta d'un estudi més aprofundit, s'atribueixen a Panyó les quatres dependències de la planta noble i el petit espai de la planta baixa que hi havia al costat de la farmàcia. La sala estaria pintada de colors verdosos, una de les habitacions és coneguda com el quarto vermell donat que està pintada imitant cortinatges d'aquest color; es tracta d'una decoració amb efectes típics teatrals del neoclassicisme, amb una gamma cromàtica molt ben combinada[1].
Acabat el conflicte bèl·lic, Panyó es planteja marxar a Barcelona tal com hauria fet Ramón Amadeu –qui mantindria els lligams amb Francesc de Bolós-, malgrat que l'Escola de Dibuix d'Olot havia reobert les seves portes,, seduït per les majors possibilitats que podia oferir-li la capital, ja que es preveia la inauguració d'una escola d'arquitectura que hauria de dirigir Antoni Celles i Azcona. Resignat amb la seva sort immobilista, segueix exercint de director a l‘Escola d'Olot. És quan accepta encàrrecs propers a la ciutat, entre ells la restauració de l'església de la Mare de Déu dels Dolors, de Girona. L'església havia quedat malparada després dels atacs dels francesos i la capella havia quedat en un estat tan deplorable que la congregació s'havia de reunir a l'església del Carme, i per aquest motiu s'encarregaria la restauració i el projecte a Panyó. La intervenció del mestre mataroní se centra en la restauració de l'estructura de l'edifici sense fer-hi canvis substancials i en la realització d'un nou retaule. Aquest aprofita el cambril de l'anterior retaule realitzat per l'escultor Josep Barnoya el 1760, però emmarcant la fornícula del cambril amb nou edicle clarament neoclàssic, flanquejat per dues piràmides; també projecta la ornamentació mural en baix relleu i grisalla que decora tot el presbiteri.
Tradicionalment se li hauria atribuït l'autoria de les pintures dels Dolors de Girona que decoren la resta de la nau, les quals havien d'acomplir una funció didàctica i evocadora dels set Dolors de la Mare de Déu, concretats en els següents passatges: l'Anunci de Simeó (primer dolor), la Fugida a Egipte (segon dolor), la pèrdua de Jesús al temple (tercer dolor) –per composició i resolució és el millor de la sèrie-, el Camí del Calvari (quart dolor), Maria al peu de la creu (cinquè dolor), Jesús en braços de Maria (sisè dolor) –el qual correspondria al grup del cambril i probablement no s'hagi conservat- i Sepultura de Jesús (setè dolor). Recents investigacions dutes a terme arran de la restauració del conjunt haurien aventurat un canvi d'atribució d'aquestes pintures; en tant que Panyó hauria mantingut viu el record de l'estètica barroca, de l'obra de Viladomat, les formes del Barroc més distès dels Tramulles, o el decorativisme estilitzat de Francesc Pla, dit el vigatà, amb qui se l'ha confós sovint, en un context que l'academicisme de Pere Pau Muntanya o de Bernat Flauguier s'havia estès a tot el territori. Tenint en compte també, que Panyó es caracteritza per l'ús del traç, la línia que tancaria el dibuix, o per la contenció emocional, veiem que les pintures dels Dolors privilegien més el color que no pas el dibuix. A més, les gammes de blaus, vermells i ocres sobre preparacions vermelloses predominen arreu, i la llum busca efectes de clarobscurs sobresortint en les figures principals i en els llocs on s'esdevé l'acció. Les figures no tindrien el característic cànon allargat de Panyó, sinó una corporeïtat notable, accentuada per uns drapejats amples i pesants, on els contorns sempre apareixen retallats en zig-zag. Tot aquest conjunt de diferències estilístiques valen a Miralpeix[2], per aventurar el canvi d'autoria a favor del pintor vigatà Marià Colomer Figaró (1743-1831).
[1]Sala, J. Revista de Girona, nº204 (2001). Can Bolós, un ambient culte i plàcid.
[2] Francesc Miralpeix, Els últims barrocs. Les pintures de la congregació dels Dolors de Girona i el canvi d'atribució de Joan Carles Panyó a Marià Colomer. Pp. 379.
[1]Miralpeix, F., Annals del Patronat d'estudis històrics d'Olot i Comarca. (2017) Vides entrecreuades, pp. 230.
[2] Ibídem
[1] Segons transmissió verbal de Solà-Morales a Grabolosa. (Op. citat)

## Església de Sant Esteve d'Olot
A Sant Esteve Rebria l'encàrrec de realitzar un retaule, les teles i la decoració interior de la capella de Sant Crist i del Santíssim Sagrament, tasques que li valgueren maridar el seu nom amb el de Ramon Amadeu; Josep Murlà hauria evidenciat que Francesc de Bolós i Jaume Torres, administradors de la confraria del Sant Crist, expressaren la voluntat d'adecentar-la el 19 de gener de 1802. Com a prova, aporta un pagament signat el 1813 signat per Joan Carles Panyó on es mostrava satisfet de les obres realitzades a la capella i dels quadres de gran format que la decoren. El 1802 també s'hauria encarregat l'escultura del Sant Crist que presideix la capella a Ramon Amadeu, igual que el conjunt escultòric que remata el retaule del qual es conserven els croquis originals de Panyó i l'obra realitzada d'Amadeu. Sabem que el 23 de març de 1813, Panyó encara treballa a la capella perquè estén un altre rebut pels dos darrers quadres i per pintar la volta per damunt de la cornisa, que acabà l'agost d'aquell mateix any.
El 4 d'abril de 1823 mor Dídac, segurament a causa de tuberculosi pulmonar, estroncant-se l'esperança del mestre que el seu fill pogués succeir-lo. Malgrat que Maria Ventura Panyó exercia la docència a l'Escola de Dibuix, no podria accedir al càrrec de direcció per la seva condició femenina.
El 1825 s'encomana a Panyó un projecte d'altar major per l'església parroquial de Sant Esteve d'Olot, que hauria de substituir el retaule renaixentista del segle XVII; d'aquest projecte només en realitzaria el tabernacle (inaugurat el 5 de juny de 1828) i la reixa del presbiteri, a més d'altres objectes cultuals. Per al mateix temple també hauria treballat en un novenari d'ànimes, destruït el 1874, durant la darrera Carlinada.

## Darrers anys i mort
Havent mort tota la seva descendència masculina, Panyó resol casar, el 1830, a la seva filla Maria Ventura Panyó Bonifàs amb Narcís Pascual i Sala, alumne de l'Acadèmia de les Nobles Arts de Barcelona, amb l'esperança de trobar un substitut en el càrrec de direcció de l'Escola de Dibuix i estabilitat successòria. Maria Panyó també era pintora i professora de dibuix. Grabolosa apunta a un matrimoni de conveniència no exempt de tensió que ben aviat esdevindria en conflicte familiar obert a causa de desavinences econòmiques, en tant que Pascual i Sala considerava que el seu sogre era massa modest i generós en la remuneració de les seves tasques. Les contínues discussions durien al recent membre de la família a abandonar Olot (1834) i instal·lar-se a Barcelona temporalment. Tampoc resultaria insòlit que el gendre abandonés Olot atemorit per la possibilitat d'ésser mobilitzat per la milícia popular que hauria de defensar la vila de l'exèrcit carlí. Tornaria a Olot, el 1841, un any després de la mort del mestre.
Joan Carles Panyó i Figaró va morir el 20 de gener de 1840; la seva esposa, Teresa Bonifàs i Fort li sobrevisqué cinc anys. Seria enterrat en un nínxol prestat per amics de la família, situat al número I de la Via de Sant Llorenç. La plaça vacant que deixa a l'Escola de Dibuix és ocupada pel seu gendre Narcís Pascual i Sala.

## Col·leccions
- Biblioteca de Catalunya
- Museu-Biblioteca d'Olot